# Shake It Out
Shake It Out è un singolo del gruppo musicale britannico Florence and the Machine, il primo estratto dal secondo album in studio Ceremonials e pubblicato il 14 settembre 2011.

## Descrizione
Shake It Out è un brano in prevalenza gospel e baroque pop che contiene le sonorità di organi, campane e tamburelli come cornice strumentale.
La canzone ha inoltre giovato della pubblicità ottenuta dall'utilizzo come colonna sonora del finale della diciassettesima puntata della settima stagione della serie televisiva statunitense How I Met Your Mother e della diciottesima puntata della terza stagione di Glee, in una versione cantata da Santana Lopez, Tina Cohen-Chang e Mercedes Jones alla coach Beiste, vittima di violenza domestica.

## Tracce
Download digitale
1. Shake It Out – 4:37 (Florence Welch, Paul Epworth)

EP iTunes
1. Shake It Out – 4:37
2. Shake It Out (The Weeknd Remix) – 5:17
3. Shake It Out (Benny Benassi Remix Edit) – 3:22
4. Shake It Out (Benny Benassi Remix) – 5:35